# Tell al-Nahr
Tell al-Nahr (tiếng Ả Rập: تل النهر) là một ngôi làng Syria nằm ở phó huyện của huyện Hama ở tỉnh Hama. Theo Cục Thống kê Trung ương Syria (CBS), Tell al-Nahr có dân số 1.506 trong cuộc điều tra dân số năm 2004.